# Plecotus strelkovi
Plecotus strelkovi és una espècie de ratpenat de la família dels vespertiliònids. Viu a l'Iran, l'Afganistan, el Tadjikistan, l'Uzbekistan, el Kirguizstan, el Kazakhstan i la Xina. El seu hàbitat natural són les serralades àrides de l'Àsia central. Es desconeix si hi ha cap amenaça significativa per a la supervivència d'aquesta espècie. Fou anomenat en honor de Piotr Strelkov, conservador de l'Institut Zoològic de Sant Petersburg.